# Melomys cervinipes
Melomys cervinipes is een knaagdier uit het geslacht Melomys dat voorkomt in Australië. Zijn verspreidingsgebied reikt van de omgeving van Cooktown in Queensland tot het uiterste noordoosten van New South Wales. Er zijn Pleistocene fossielen bekend uit locaties verder naar het zuiden, in Victoria. Daar leeft hij in allerlei soorten bos. Hij is het nauwste verwant aan Melomys capensis en de Bramble Cay-mozaïekstaartrat (M. rubicola), die morfologisch vrijwel identiek zijn, maar biochemisch sterk verschillen.
M. cervinipes is een zeer variabele soort. De rug is grijsachtig tot oranjebruin, de onderkant wit of geelbruin; het gezicht is meestal grijzer. Jonge dieren zijn vaak helemaal grijs. De vacht is kort en dicht. De lange, naakte staart is zwart of grijsbruin. De donkergrijze oren zijn kort en rond. De kop-romplengte bedraagt 100 tot 200 mm, de staartlengte 115 tot 200 mm, de achtervoetlengte 23 tot 30 mm, de oorlengte 16 tot 22 mm en het gewicht 50 tot 110 gram. Vrouwtjes hebben 0+2=4 mammae.
De soort is 's nachts actief en leeft deels in bomen; hij kan goed klimmen. Hij bouwt een rond nest van bladeren in vegetatie. Hij eet bladeren, knoppen en fruit. Per jaar kunnen verschillende worpen, meestal van twee jongen, geboren worden. De jongen klimmen naar de tepels van de moeder; ze blijven daaraan hangen tot ze als ze drie weken oud zijn gespeend worden.